# Ollétejed
Ollétejed (régebben Ollé-Tejed, szlovákul: Mliečany) Dunaszerdahely város része, egykor önálló község.

## Fekvése
A Kisalföldön, a Csallóköz központi részén, Dunaszerdahely központjától 2,6 km-re délre fekszik.

## Története
A trianoni békeszerződésig Pozsony vármegye járásához tartozott. 1960-ban csatolták Dunaszerdahelyhez.

## Népesség
Lakossága 1932-ben 139 fő volt, mind római katolikus vallású, ebből 132 fő magyar, 5 szlovák, 2 egyéb nemzetiségű.

## Nevezetességei
- Az Ollé család kriptája.
- Művelődési házát 1970-ben építették.